# Liste der denkmalgeschützten Objekte in Markgrafneusiedl
Die Liste der denkmalgeschützten Objekte in Markgrafneusiedl enthält die denkmalgeschützten, unbeweglichen Objekte der niederösterreichischen Gemeinde Markgrafneusiedl.

## Denkmäler
| Foto |                 | Denkmal                                                                                     | Standort                                                      | Beschreibung | Metadaten |
| ---- | --------------- | ------------------------------------------------------------------------------------------- | ------------------------------------------------------------- | --- | --- |
| ja   | Datei hochladen | Gedenktafel an der Hausfassade des ehemaligen Pfarrhofs HERIS-ID: 246008seit 2022           | neben Altes Dorf 9 Standort KG: Markgrafneusiedl              | Tafel zum Gedenken an das Hauptquartier Erzherzog Karls, das sich Ende Mai / Anfang Juni 1809 (zwischen den Schlachten von Aspern und Wagram) in Markgrafneusiedl befand | BDA-Hist.: Q112917111 Status: Bescheid Stand der BDA-Liste: 2025-06-30 Name: Gedenktafel an der Hausfassade des Pfarrhofs GstNr.: 179                         |
| ja   | Datei hochladen | Haupthaus des Kerphenhofes (ehem. Meierhof der Dominikaner) HERIS-ID: 10349 Objekt-ID: 6403 | Altes Dorf 50 Standort KG: Markgrafneusiedl                   | Das Haupthaus des Kerphenhofes, ein ehemaliger Meierhof der Dominikaner, ist ein mächtiger zweigeschoßiger Bau aus dem 17. Jahrhundert mit mittelalterlichem Kern.       | BDA-Hist.: Q38065273 Status: Bescheid Stand der BDA-Liste: 2025-06-30 Name: Haupthaus des Kerphenhofes (ehem. Meierhof der Dominikaner) GstNr.: 32 Kerphenhof |
| ja   | Datei hochladen | Kath. Pfarrkirche Mariae Himmelfahrt HERIS-ID: 10347 Objekt-ID: 6401                        | gegenüber Bischof Mayer-Platz 1 Standort KG: Markgrafneusiedl | Die im Kern gotische Kirche mit Friedhof wurde 1753 barockisiert. | BDA-Hist.: Q2082818 Status: § 2a Stand der BDA-Liste: 2025-06-30 Name: Kath. Pfarrkirche Mariae Himmelfahrt GstNr.: 156 Pfarrkirche Markgrafneusiedl          |
| ja   | Datei hochladen | Kirchenruine hl. Martin HERIS-ID: 10348 Objekt-ID: 6402                                     | bei Napoleongasse 2 Standort KG: Markgrafneusiedl             | Die ehemalige Wehrkirche wurde Ende des 12. Jahrhunderts errichtet. Noch 1574 wurde sie als Wallfahrtskirche genannt, aber bereits 1683 urkundlich als Ruine erwähnt.    | BDA-Hist.: Q1743239 Status: Bescheid Stand der BDA-Liste: 2025-06-30 Name: Kirchenruine hl. Martin GstNr.: 262 Kirchenruine Markgrafneusiedl                  |